# Saison 1958-1959 du FC Nantes
Chronologie
Saison précédente Saison suivante
La saison 1958-1959 du FC Nantes est la 16e saison de l'histoire du club nantais. Le club est engagé dans trois compétitions officielles : la Division 2 (14e participation), la Coupe de France (16e participation) et enfin la Coupe Charles Drago (8e participation).

## Effectif et encadrement

### Tableau des transferts

#### Transferts du mercato d'été
| Nom                    | Nationalité | Poste     | Transfert      | Provenance/Destination | Division         |
| ---------------------- | ----------- | --------- | -------------- | ---------------------- | ---------------- |
| Arrivées               |             |           |                |                        |                  |
| Louis Pinat            | France      | Gardien   |                | Stade rennais UC       | Division 2 (D2)  |
| Gilbert Le Chenadec    | France      | Défenseur |                | FC Lorient             | CFA - Ouest (D3) |
| Christian de Vaufleury | France      | Milieu    |                | RCFC Besançon          | Division 2 (D2)  |
| Samuel Doualla         | Cameroun    | Milieu    |                |                        |                  |
| André Guilcher         | France      | Milieu    | Retour de prêt | AS Béziers             | Division 1 (D1)  |
| Kingué                 |             | Milieu    |                |                        |                  |
| Roger Pohon            | France      | Milieu    |                |                        |                  |
| Paul Verpillat         | France      | Milieu    |                |                        |                  |
| René Caugant           | France      | Attaquant |                |                        |                  |
| Henri Ebouaney         | Cameroun    | Attaquant |                |                        |                  |
| Ernst Melchior         | Autriche    | Attaquant |                | FC Rouen               | Division 2 (D2)  |
| Martin Moudio          | Cameroun    | Attaquant |                |                        |                  |
| Jacques Carpentier     | France      | Attaquant |                |                        |                  |
| Tann                   | France      | Attaquant |                |                        |                  |
| Départs                |             |           |                |                        |                  |
| Gomez                  | France      | Gardien   |                |                        |                  |
| Léon Lecorps           | France      | Gardien   |                | FC Nantes rés.         | CFA - Ouest (D3) |
| Bessac                 | France      | Défenseur |                |                        |                  |
| Yves Jort              | France      | Défenseur |                | FC Nantes rés.         | CFA - Ouest (D3) |
| Jean Saupin            | France      | Défenseur |                |                        |                  |
| Georges Desmars        | France      | Défenseur |                |                        |                  |
| Aveyra                 | France      | Milieu    |                |                        |                  |
| Roger Gabet            | France      | Milieu    |                | US Le Mans             | DH - Ouest (D4)  |
| Casimir Ziak           | France      | Milieu    |                |                        |                  |
| Louis Falbierski       | France      | Attaquant |                |                        |                  |
| Martial Jacques        | France      | Attaquant |                | FC Grenoble            | Division 2 (D2)  |
| Edmond Lewandowski     | France      | Attaquant |                |                        |                  |
| Michellier             | France      | Attaquant |                |                        |                  |
| Jean Saunier           | France      | Attaquant |                |                        |                  |
| Guelso Zaetta          | France      | Attaquant | Retour de prêt | Angers SCO             | Division 1 (D1)  |

#### Transferts hors mercato
| Nom                   | Nationalité | Poste     | Transfert              | Provenance/Destination   | Division        |
| --------------------- | ----------- | --------- | ---------------------- | ------------------------ | --------------- |
| Arrivées              |             |           |                        |                          |                 |
| Felice Rinaldo Farina | Italie      | Défenseur | (janvier)              | UA Sedan-Torcy           | Division 1 (D1) |
| Patrice Mayet         | France      | Défenseur | Prêt (20 décembre)     | Stade rennais UC         | Division 1 (D1) |
| Ernest Bodini         | France      | Milieu    | (décembre)             | AS Monaco FC             | Division 1 (D1) |
| Raymond Wozniesko     | France      | Milieu    |                        | FC Girondins de Bordeaux | Division 2 (D2) |
| Départs               |             |           |                        |                          |                 |
| André Le Menn         | France      | Défenseur | Transfert (15 octobre) | Stade rennais UC         | Division 1 (D1) |
| André Guilcher        | France      | Milieu    | (septembre)            | Lille OSC                | Division 1 (D1) |

## Autres matchs
| Date                   | Statut        | Adversaire | Niveau | Lieu | Score | Buteurs du FC Nantes | Affluence |
| ---------------------- | ------------- | ---------- | ------ | ---- | ----- | -------------------- | --------- |
| Vendredi 1er août 1958 | Coupe Odorico | Angers SCO | D1     | Dom. | 1 - 3 | ?                    | 1.614     |

## Compétitions

### Division 2

#### Calendrier
| Date                       | Journée | Adversaire               | Lieu | Score | Buteurs du FC Nantes                                  | Class. | Affluence |
| -------------------------- | ------- | ------------------------ | ---- | ----- | ----------------------------------------------------- | ------ | --------- |
| Dimanche 17 août 1958      | J01     | US Forbach               | Dom. | 3 - 1 |                                                       |        |           |
| Dimanche 24 août 1958      | J02     | Le Havre AC              | Ext. | 0 - 1 | -                                                     |        | 8.568     |
| Dimanche 31 août 1958      | J03     | FC Metz                  | Dom. | 1 - 2 | Caugant 25e                                           |        | 4.897     |
| Dimanche 7 septembre 1958  | J04     | AS aixoise               | Ext. | 1 - 0 |                                                       |        |           |
| Dimanche 14 septembre 1958 | J05     | FC Girondins de Bordeaux | Dom. | 1 - 1 |                                                       |        |           |
| Dimanche 21 septembre 1958 | J06     | FC Sète                  | Ext. | 1 - 2 |                                                       |        |           |
| Samedi 27 septembre 1958   | J07     | CO Roubaix-Tourcoing     | Ext. | 1 - 4 |                                                       |        |           |
| Dimanche 5 octobre 1958    | J08     | RCFC Besançon            | Dom. | 0 - 2 |                                                       |        |           |
| Dimanche 12 octobre 1958   | J09     | AS Béziers               | Dom. | 1 - 0 |                                                       |        |           |
| Dimanche 19 octobre 1958   | J10     | SO Montpellier           | Ext. | 0 - 5 |                                                       |        |           |
| Dimanche 26 octobre 1958   | J11     | Stade français FC        | Dom. | 2 - 1 | M'Nick 21e, Melchior 79e (pen.)                       |        | 3.586     |
| Dimanche 2 novembre 1958   | J12     | CA Paris                 | Dom. | 1 - 1 | Melchior 61e (pen.)                                   |        | 3.921     |
| Dimanche 9 novembre 1958   | J13     | Red Star OA              | Dom. | 0 - 1 | -                                                     |        | 4.078     |
| Mardi 11 novembre 1958     | J14     | AS Troyes-Savinienne     | Ext. | 0 - 5 |                                                       |        |           |
| Dimanche 16 novembre 1958  | J15     | Perpignan FC             | Dom. | 1 - 0 |                                                       |        |           |
| Dimanche 23 novembre 1958  | J16     | FC Grenoble              | Ext. | 2 - 3 |                                                       |        |           |
| Dimanche 30 novembre 1958  | J17     | SC Toulon                | Dom. | 2 - 0 | Collados 15e, Collados 44e                            |        | 3.192     |
| Dimanche 7 décembre 1958   | J18     | AS Cannes                | Ext. | 1 - 1 |                                                       |        |           |
| Dimanche 21 décembre 1958  | J19     | FC Rouen                 | Dom. | 3 - 0 |                                                       |        |           |
| Mardi 30 décembre 1958     | J20     | FC Girondins de Bordeaux | Ext. | 0 - 4 |                                                       |        |           |
| Dimanche 4 janvier 1959    | J21     | FC Sète                  | Dom. | 4 - 0 | Melchior 35e, Moudio 46e, Wozniesko 73e, Collados 85e |        | 4.822     |
| Dimanche 18 janvier 1959   | J22     | AS Béziers               | Ext. | 1 - 3 | Collados 88e                                          |        | 5.097     |
| Dimanche 25 janvier 1959   | J23     | RCFC Besançon            | Ext. | 1 - 0 |                                                       |        |           |
| Dimanche 8 février 1959    | J24     | Red Star OA              | Ext. | 0 - 0 | -                                                     |        | 2.694     |
| Dimanche 15 février 1959   | J25     | CO Roubaix-Tourcoing     | Dom. | 5 - 1 |                                                       |        |           |
| Dimanche 1er mars 1959     | J26     | Stade français FC        | Ext. | 0 - 2 |                                                       |        |           |
| Dimanche 8 mars 1959       | J27     | SO Montpellier           | Dom. | 3 - 1 | Bodini 2e, Moudio 22e 49e                             |        | 3.272     |
| Dimanche 15 mars 1959      | J28     | Perpignan FC             | Ext. | 0 - 2 | -                                                     |        | 1.742     |
| Dimanche 29 mars 1959      | J29     | FC Grenoble              | Dom. | 1 - 1 |                                                       |        |           |
| Dimanche 5 avril 1959      | J30     | SC Toulon                | Ext. | 1 - 1 |                                                       |        |           |
| Dimanche 19 avril 1959     | J31     | AS Cannes                | Dom. | 0 - 0 | -                                                     |        | 3.618     |
| Dimanche 26 avril 1959     | J32     | CA Paris                 | Ext. | 2 - 0 |                                                       |        |           |
| Dimanche 3 mai 1959        | J33     | AS Troyes-Savinienne     | Dom. | 1 - 1 |                                                       |        |           |
| Mercredi 6 mai 1959        | J34     | Le Havre AC              | Dom. | 1 - 0 | Bouteiller 75e                                        |        | 4.796     |
| Dimanche 10 mai 1959,      | J35     | FC Metz                  | Ext. | 1 - 1 | Guessoum 53e                                          |        | 2.801     |
| Lundi 18 mai 1959          | J36     | FC Rouen                 | Ext. | 2 - 4 | Melchior 25e, Pohon 51e                               |        | 3.105     |
| Dimanche 24 mai 1959       | J37     | AS aixoise               | Dom. | 3 - 4 |                                                       |        |           |
| Dimanche 31 mai 1959       | J38     | US Forbach               | Ext. | 2 - 4 |                                                       |        |           |

#### Classement
| Rang | Équipe                   | Pts | J  | G  | N  | P  | Bp | Bc | Diff |
| ---- | ------------------------ | --- | -- | -- | -- | -- | -- | -- | ---- |
| 1    | Le Havre ACC             | 55  | 38 | 24 | 7  | 7  | 93 | 40 | +53  |
| 2    | Stade français FC        | 52  | 38 | 21 | 10 | 7  | 86 | 46 | +40  |
| 3    | SC Toulon                | 44  | 38 | 17 | 10 | 11 | 82 | 63 | +19  |
| 4    | FC Girondins de Bordeaux | 44  | 38 | 17 | 1  | 11 | 69 | 56 | +13  |
| 5    | FC Grenoble              | 42  | 38 | 18 | 6  | 14 | 65 | 51 | +14  |
| 6    | FC MetzR                 | 41  | 38 | 13 | 15 | 10 | 49 | 50 | -1   |
| 7    | RCFC Besançon            | 40  | 38 | 14 | 12 | 12 | 69 | 54 | +15  |
| 8    | FC Sète                  | 40  | 38 | 17 | 6  | 15 | 44 | 57 | -13  |
| 9    | SO Montpellier           | 39  | 38 | 16 | 7  | 15 | 66 | 51 | +15  |
| 10   | AS BéziersR              | 38  | 38 | 13 | 12 | 13 | 58 | 54 | +4   |
| 11   | US Forbach               | 38  | 38 | 16 | 6  | 16 | 60 | 64 | -4   |
| 12   | FC Rouen                 | 37  | 38 | 14 | 9  | 15 | 74 | 59 | +15  |
| 13   | AS Troyes-Savinienne     | 37  | 38 | 13 | 11 | 14 | 49 | 51 | -2   |
| 14   | FC Nantes                | 35  | 38 | 13 | 9  | 16 | 49 | 59 | -10  |
| 15   | Perpignan FC             | 35  | 38 | 11 | 13 | 14 | 42 | 58 | -16  |
| 16   | CO Roubaix-Tourcoing     | 34  | 38 | 11 | 12 | 15 | 57 | 63 | -6   |
| 17   | AS Cannes                | 32  | 38 | 10 | 12 | 16 | 50 | 64 | -14  |
| 18   | AS aixoise               | 28  | 38 | 11 | 6  | 21 | 49 | 74 | -25  |
| 19   | Red Star OA              | 26  | 38 | 9  | 8  | 21 | 34 | 72 | -38  |
| 20   | CA Paris                 | 23  | 38 | 7  | 9  | 22 | 34 | 87 | -53  |

Promotions et relégations
- Montée en Division  1 1959-1960
- Rétrogradation administrative

Abréviations
- C : Vainqueur de la Coupe de France 1957-58
- R : Relégué de Division 1 1957-1958

#### Buteurs
| Rang | No. | Pos. | Nat. | Nom                  | Buts |
| ---- | --- | ---- | ---- | -------------------- | ---- |
| 1    |     |      |      | Ernst Melchior       | 16   |
| 2    |     |      |      | Martin Moudio        | 9    |
| 3    |     |      |      | André Bouteiller     | 7    |
|      |     |      |      | Dominique Collados   | 7    |
| 5    |     |      |      | Thadée M'Nick        | 3    |
| 6    |     |      |      | Ernest Bodini        | 1    |
|      |     |      |      | René Caugant         | 1    |
|      |     |      |      | Louis Dikabo         | 1    |
|      |     |      |      | Henri Ebouaney       | 1    |
|      |     |      |      | Saïd-Albert Guessoum | 1    |
|      |     |      |      | Roger Pohon          | 1    |
|      |     |      |      | Raymond Wozniesko    | 1    |
|      |     |      |      | Indéterminé (csc ?)  | 1    |
|      |     |      |      | TOTAUX               | 49   |

### Coupe de France

#### Calendrier
| Date | Tour    | Adversaire | Niveau     | Lieu | Score      | Buteurs du FC Nantes | Affluence |
| ---- | ------- | ---------- | ---------- | ---- | ---------- | -------------------- | --------- |
| ?    | 6e tour | AS Orléans | CFA - Nord | ?    | 1 - 2 a.p. | ?                    | ?         |

#### Buteurs
| Rang     | No.      | Pos.     | Nat.     | Nom         | Buts |
| -------- | -------- | -------- | -------- | ----------- | ---- |
| 1        |          |          |          | Indéterminé | 1    |
| 1 buteur | 1 buteur | 1 buteur | 1 buteur | TOTAUX      | 1    |

### Coupe Charles Drago

#### Calendrier
| Date            | Tour     | Adversaire | Niveau | Lieu | Score | Buteurs du FC Nantes | Affluence |
| --------------- | -------- | ---------- | ------ | ---- | ----- | -------------------- | --------- |
| 31 janvier 1959 | 1er tour | RC Lens    | D1     | Dom. | 0 - 1 | -                    | 3.325     |

## Statistiques

### Statistiques collectives
| Compétition         | Débute au tour | Termine  | Matches joués | Gagnés | Nuls | Perdus | Buts pour | Buts contre | Différence |
| ------------------- | -------------- | -------- | ------------- | ------ | ---- | ------ | --------- | ----------- | ---------- |
| Division 2          | -              | 14e      | 38            | 13     | 9    | 16     | 49        | 59          | -10        |
| Coupe de France     | 6e tour        | 6e tour  | 1             | 0      | 0    | 1      | 1         | 2           | -1         |
| Coupe Charles Drago | 1er tour       | 1er tour | 1             | 0      | 0    | 1      | 0         | 1           | -1         |
| Total               | -              | -        | 40            | 13     | 9    | 18     | 50        | 62          | -12        |

## Autres équipes

### Équipe B

#### Classement
Le groupe Ouest est remporté par l'US Quevilly. 
| Rang | Équipe            | Pts | J  | G  | N | P  | Bp | Bc | Diff |
| ---- | ----------------- | --- | -- | -- | - | -- | -- | -- | ---- |
| 1    | US Quevilly       | 39  | 22 | 19 | 1 | 2  | 59 | 14 | +45  |
| 2    | Stade français FC | 28  | 22 | 12 | 4 | 6  | 39 | 29 | +10  |
| 3    | AS Cherbourg      | 27  | 22 | 10 | 7 | 5  | 30 | 24 | +6   |
| 4    | AS Brest          | 25  | 22 | 11 | 3 | 8  | 25 | 31 | -6   |
| 5    | RC Paris rés.     | 25  | 22 | 10 | 5 | 7  | 47 | 34 | +13  |
| 6    | FC Nantes rés.    | 24  | 22 | 9  | 6 | 7  | 40 | 32 | +8   |
| 7    | SO Cholet         | 20  | 22 | 6  | 8 | 8  | 36 | 35 | +1   |
| 8    | SM Caen           | 20  | 22 | 6  | 8 | 8  | 42 | 35 | +7   |
| 9    | Stade brestois    | 17  | 22 | 6  | 5 | 11 | 26 | 43 | -17  |
| 10   | FC Dieppe         | 14  | 22 | 5  | 4 | 13 | 26 | 47 | -21  |
| 11   | FC Lorient        | 13  | 22 | 3  | 7 | 12 | 21 | 45 | -24  |
| 12   | SPN Vernon        | 12  | 22 | 5  | 2 | 15 | 19 | 41 | -22  |